# Dianthus charidemi
La clavellina del Cabo de Gata (Dianthus charidemi) es una herbácea perenne de la familia de las Cariofiláceas, endemismo casi exclusivo de la provincia de Almería, España. Fue descubierta por el farmacéutico y botánico español Carlos Pau (1857-1937) en 1902.

## Morfología
Planta de escaso porte, tallos leñosos, hojas lineares, delgadas, de unos 3 centímetros de longitud. Las flores, actinomorfas, pentámeras (de 5 pétalos), aparecen al final de unos tallos floríferos de hasta unos 40 cm de altura. Las brácteas (normalmente 6) llegan casi a mitad de un cáliz gamosépalo (sépalos unidos por su base), tubular con 5 dientes. Presenta corola dialipétala, de unos 1-2 cm de diámetro, de pétalos de borde dentado de color que varía del rosa pálido al violáceo, con forma de limbo o uña. Androceo formado por hasta 10 estambres de marcado color morado y ovario con dos pistilos. Cápsula dehiscente. Semillas diminutas de color negro.

## Vida y reproducción
Florece entre julio y diciembre.

## Hábitat
Habitualmente se encuentra entre las rocas, grietas y fisuras (planta rupícola), sobre sustrato volcánico, desde el nivel del mar hasta una cota de unos 200 metros. Ramoneada a menudo por el ganado, suele refugiarse entre aulagas y otras plantas espinosas.

## Endemia
Exclusiva de la costa de Almería, zonas de Cabo de Gata, Rodalquilar o Carboneras, y de la provincia de Murcia, como en Águilas. En grave peligro de extinción. Lista roja de la flora vascular de Andalucía

## Taxonomía
Dianthus charidemi fue descrita por  Carlos Pau   y publicado en Bulletin de l'Académie Internationale de Géographie Botanique 16(206): 74. 1906.
Etimología
Dianthus: nombre genérico que procede de las palabras griegas deos («dios») y anthos («flor»), y ya fue citado por el botánico griego Teofrasto.
charidemi: epíteto geográfico genitivo del latín, «del Cabo de Gata» (llamado «Promontorium Charidemi» en la antigüedad).
Sinonimia
- Dianthus cintranus subsp. charidemi (Pau) Tutin[5]